# Svenska cupen 2007 (bandy)
Svenska cupen i bandy 2007 vanns av Hammarby IF, efter seger med 4-2 mot Sandvikens AIK i finalmatchen. Det var den tredje upplagan av turneringen. 2007 års turnering startade den 20 januari 2007. Sandvikens AIK var i egenskap av regerande mästare direktkvalificerade till slutomgångarna, som spelades 11-14 oktober 2007 i Edsbyn.
Vid slutspelet genomförde Svenska Bandyförbundet regeltester. Bland annat blev det ingen ny hörna om inte bollen varit utanför straffområdet. Dessutom fick varje lag ta max en minuts time out per match, och reglerna för hörna och målkast ändrades. Dessutom tilläts punktmarkering av motståndare även då bollen inte var i spel .

## Kvalspel
- 20 januari 2007: Västanfors IF-Västerås SK 4-6
- 21 januari 2007: Ale-Surte BK-Villa Lidköping BK 1-7
- 21 januari 2007: BK Derby-IFK Motala 0-3
- 21 januari 2007: Karlsborgs BK-Broberg/Söderhamn Bandy 4-5
- 21 januari 2007: Köpings IS-Falu BS 2-8
- 21 januari 2007: Selånger SK Sundsvall Bandy-Bollnäs GoIF 5-4
- 21 januari 2007: Nässjö IF-Hammarby IF 4-10
- 21 januari 2007: Kalix Bandy-Edsbyns IF 3-9
- 21 januari 2007: Uppsala BoIS-Gustavsbergs IF 4-8
- 21 januari 2007: Frillesås BK-Örebro SK 4-5
- 23 januari 2007: Gripen Trollhättan BK-BS BolticGöta 9-2
- 23 januari 2007: Katrineholms SK-IK Sirius 2-8
- 24 januari 2007: IFK Kungälv-IFK Vänersborg 9-6
- 25 januari 2007: Tranås BoIS-Vetlanda BK 1-6
- 30 januari 2007: Finspångs AIK-Tillberga IK 1-6

## Slutomgångarna

### Gruppspel

#### Grupp A
| Nr | Lag                     | S | V | O | F | +/-    | P |
| -- | ----------------------- | - | - | - | - | ------ | - |
| 1  | Västerås SK             | 3 | 3 | 0 | 0 | 19 - 2 | 6 |
| 2  | Broberg/Söderhamn Bandy | 3 | 2 | 0 | 1 | 14 - 8 | 4 |
| 3  | IFK Motala              | 3 | 1 | 0 | 2 | 9 - 11 | 2 |
| 4  | Gustavsbergs IF         | 3 | 0 | 0 | 3 | 3 - 24 | 0 |

- 11 oktober 2007: Broberg/Söderhamn Bandy-Västerås SK 0-2
- 11 oktober 2007: IFK Motala-Gustavsbergs IF 4-0
- 12 oktober 2007: Västerås SK-IFK Motala 7-2
- 12 oktober 2007: Gustavsbergs IF-Broberg/Söderhamn Bandy 3-10
- 12 oktober 2007: IFK Motala-Broberg/Söderhamn Bandy 3-4
- 13 oktober 2007: Västerås SK-Gustavsbergs IF 10-0

#### Grupp B
| Nr | Lag         | S | V | O | F | +/-     | P |
| -- | ----------- | - | - | - | - | ------- | - |
| 1  | Edsbyns IF  | 3 | 3 | 0 | 0 | 22 - 9  | 6 |
| 2  | Falu BS     | 3 | 2 | 0 | 1 | 11 - 10 | 4 |
| 3  | IFK Kungälv | 3 | 1 | 0 | 2 | 9 - 14  | 2 |
| 4  | IK Sirius   | 3 | 0 | 0 | 3 | 5 - 14  | 0 |

- 11 oktober 2007: Edsbyns IF-IK Sirius 8-4
- 11 oktober 2007: Falu BS-IFK Kungälv 6-3
- 12 oktober 2007: IK Sirius-IFK Kungälv 0-3
- 12 oktober 2007: Edsbyns IF-Falu BS 6-2
- 13 oktober 2007: Edsbyns IF-IFK Kungälv 8-3
- 13 oktober 2007: Falu BS-IK Sirius 3-1

#### Grupp C
| Nr | Lag                         | S | V | O | F | +/-    | P |
| -- | --------------------------- | - | - | - | - | ------ | - |
| 1  | Sandvikens AIK              | 3 | 3 | 0 | 0 | 24 - 3 | 6 |
| 2  | Villa Lidköping BK          | 3 | 2 | 0 | 1 | 6 - 7  | 4 |
| 3  | Örebro SK                   | 3 | 1 | 0 | 2 | 7 - 10 | 2 |
| 4  | Selånger SK Sundsvall Bandy | 3 | 0 | 0 | 3 | 6 - 23 | 0 |

- 11 oktober 2007: Sandvikens AIK-Selånger SK Sundsvall Bandy 13-1
- 11 oktober 2007: Villa Lidköping BK-Örebro SK 1-0
- 12 oktober 2007: Örebro SK-Sandvikens AIK 0-5
- 12 oktober 2007: Villa Lidköping BK-Selånger SK Sundsvall Bandy 3-1
- 13 oktober 2007: Örebro SK-Selånger SK Sundsvall Bandy 7-4
- 13 oktober 2007: Sandvikens AIK-Villa Lidköping BK 6-2

#### Grupp D
| Nr | Lag                   | S | V | O | F | +/-    | P |
| -- | --------------------- | - | - | - | - | ------ | - |
| 1  | Hammarby IF           | 3 | 3 | 0 | 0 | 16 - 8 | 6 |
| 2  | Vetlanda BK           | 3 | 2 | 0 | 1 | 10 - 6 | 4 |
| 3  | Gripen Trollhättan BK | 3 | 1 | 0 | 2 | 8 - 8  | 2 |
| 4  | Tillberga IK          | 3 | 0 | 0 | 3 | 7 - 19 | 0 |

- 12 oktober 2007: Hammarby IF-Tillberga IK 8-4
- 12 oktober 2007: Vetlanda BK-Gripen Trollhättan BK 2-1
- 12 oktober 2007: Gripen Trollhättan BK-Hammarby IF 3-4
- 12 oktober 2007: Tillberga IK-Vetlanda BK 1-7
- 13 oktober 2007: Hammarby IF-Vetlanda BK 4-1
- 13 oktober 2007: Tillberga IK-Gripen Trollhättan BK 2-4

## Slutspel

### Kvartsfinaler
- 13 oktober 2007: Västerås SK-Falu BS 3-0
- 13 oktober 2007: Edsbyns IF-Broberg/Söderhamn Bandy 8-4
- 13 oktober 2007: Sandvikens AIK-Vetlanda BK 5-2
- 13 oktober 2007: Hammarby IF-Villa Lidköping BK 5-1

### Semifinaler
- 14 oktober 2007: Västerås SK-Sandvikens AIK 1-6
- 14 oktober 2007: Edsbyns IF-Hammarby IF 3-4

### Final
- 14 oktober 2007: Sandvikens AIK-Hammarby IF 2-4